# Filière agricole
Une filière agricole ou agroalimentaire comprend une chaîne d'acteurs (producteurs, 
transformateurs, distributeurs) engagés autour d'une même matière première agricole et ayant un projet commun de développement à moyen ou à long terme. Les interdépendances entre ces acteurs peuvent être de natures financières, économiques, réglementaires, techniques, sociales et environnementales. Certains acteurs définissent l'approche filière comme un outil d'analyse systémique des produits agricoles, en insistant sur sa dimension multidisciplinaire (économique, géographique, politique)

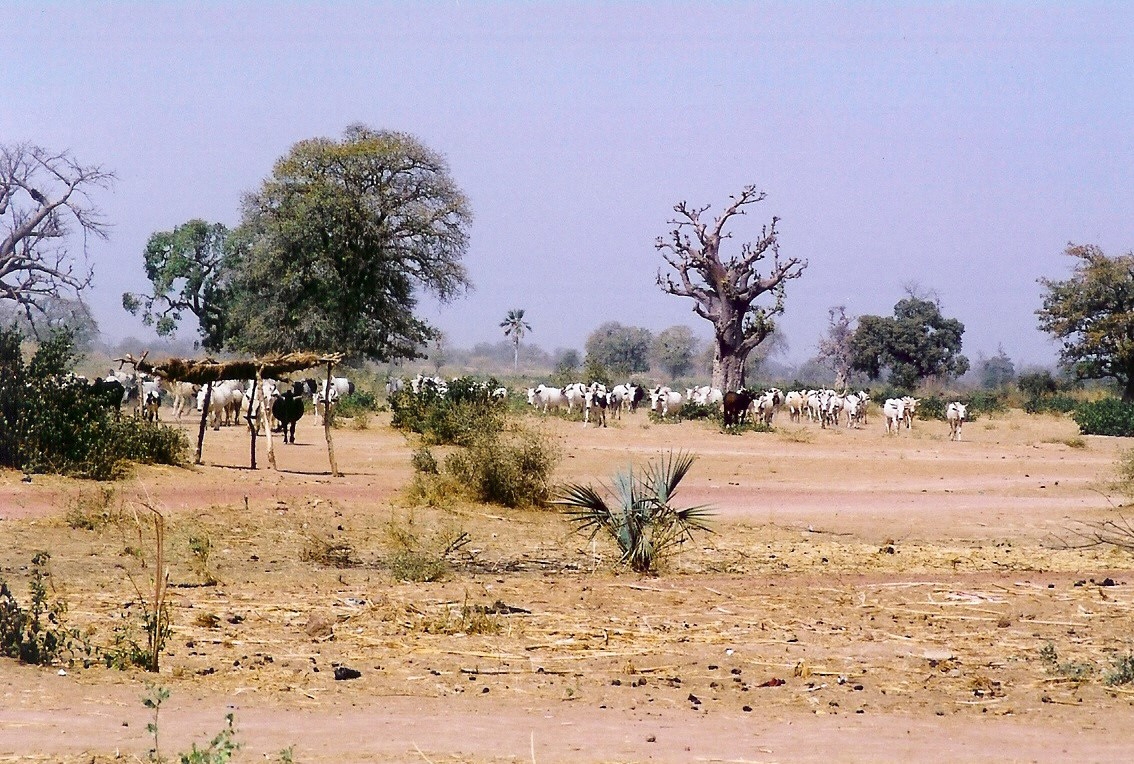
Dans les pays en voie de développement, des plans de filière agricole durable sont élaborés visant à mettre en place un commerce équitable en assurant un prix stable et un revenu correct aux producteurs

L'expression « filière agricole » est plus complète que des expressions telles que « chaine de valeur » ou « chaine d'approvisionnement » qui sont utilisées au Canada. Cette terminologie est également plus large que sa traduction en anglais par « agricultural sector » qui n'évoque pas la succession des différents acteurs impliqués dans un filière de production.
On parle de filière intégrée lorsque des « contrats de filière » sont établis entre les agents économiques des différentes étapes de production ou de transformation des produits.

## Enjeux de développement par plans de filières
Le développement de l'agriculture et des différentes activités qui lui sont liées représentent des enjeux fondamentaux pour la plupart des pays développés et en voie de développement. Dans le contexte actuel de réchauffement climatique les questions environnementales prennent une importance grandissante. L'élaboration de plans de filière agricoles sont des moyens de construire et de mettre en œuvre des politiques agricoles cohérentes nécessaires pour préparer l'avenir.
Les plans de filières doivent prendre en compte plusieurs facteurs.  
D'une part, les agents qui interviennent dans la filière. Les producteurs de la matière première, les collecteurs, négociants, courtiers, les premiers transformateurs, le producteur du produit, puis les distributeurs. 
Ensuite, les autres organismes intervenant à un stade ou un autre de la filière. Il peut s'agir des instituts de recherche, d'organismes de formation, des syndicats, des organismes de financement, des organismes de contrôle. 
Il faut également tenir compte des techniques utilisées et leurs enchaînements dans les différents processus de la filière ; des normes et réglementations régissant les rapports entre les agents dans ce secteur de toutes natures. Dans une perspective de marché, les quantités produites et les flux circulant de l’amont à l’aval de la filière et les marchés débouchés à chaque stade sont également importants, de même que les flux d’importation et d’exportation à chaque stade ; les taux de croissance moyen ; les stratégies des acteurs : États, entreprises, professions ou interprofessions. 
L’analyse des plans de filières permet de mettre en évidence des dynamiques, des blocages, des marges de manœuvre éventuelles, des synergies potentielles et finalement les opportunités et menaces permettant le développement de la filière dans son ensemble. 
La structuration des filières vivrièrespar exemple dans les pays du sud est essentielle pour un développement rural durable et la réduction de la pauvreté dans les pays en voie de développement. Cette structuration démontre que la lutte contre la pauvreté rurale passe par un soutien renforcé au secteur agricole, qui reste le principal moteur de l’économie et de la croissance dans les pays en développement, ce qui represente des avantages dans le développement des territoires.

## Principe de développement agricole

### En France
En France, FranceAgriMer, office agricole sous tutelle du ministère de l'Agriculture et de l'Alimentation, est chargé d'une mission de concertation au sein des filières agricoles et maritimes. C'est aussi un organisme payeur, reconnu par les pouvoirs publics, les collectivités territoriales et les professionnels des secteurs agricole, agroalimentaire et de la pêche, tant pour la gestion des aides européennes que nationales.
L'agriculture et les industries agroalimentaires font partie des tout premiers secteurs d'activités quant au chiffre d'affaires. Des stratégies de filières puis, à la suite des États généraux de l'alimentation, de plans de filières ont été élaborés pour permettre aux différents secteurs agricoles de se développer.

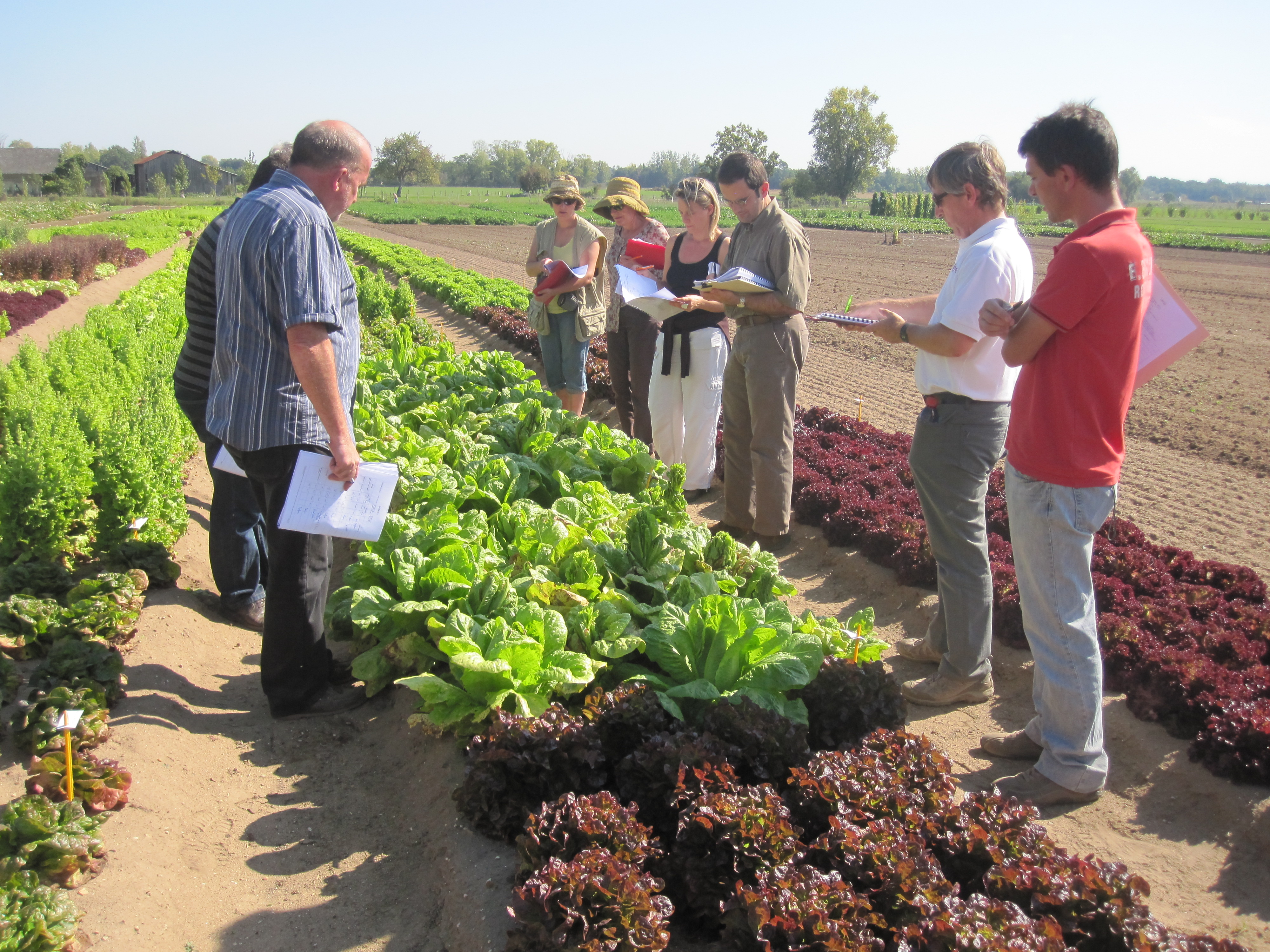
La création et la diffusion concertée de variétés de légumes plus résistantes aux maladies est un moyen à privilégier pour réduire l'utilisation de produits phytosanitaires

Parmi les différentes filières agricoles on peut citer :
- filière betterave à sucre ;
- filière céréalière ;
- filière fruits et légumes frais et transformés ;
- filière horticole ;
- filière oléagineux ;
- filière pomme de terre ;
- filière lait ;
- filière semence ;
- filière viandes (bovine, ovine, porcine, etc.) ;
- filière vitivinicole ;
- et « filières bio » en déclinant ces différentes filières dans le cadre de l'agriculture biologique
- etc.

Les interprofessions des différents secteurs sont des lieux privilégiés permettant aux différents acteurs de se rencontrer pour élaborer des plans de filières propre à leurs activités.

### En Afrique
Le principe de développement des filières dans les pays du sud s'appui sur le sont Dans différents pays d'Afrique des stratégies de développement agricoles par filières sont proposés. Des plans spécifiques de développement par filière sont mis en place pour mieux soutenir les petits producteurs. Au Bénin, une stratégie particulière a été mise en place pour faciliter la promotion des filières agricoles. Au Burkina Faso, une stratégie de développement par filière est également développées à partir de 2019

## Difficultés
Certaines filières agricoles ou agroalimentaires connaissent des difficultés particulières structurelles ou conjoncturelles. C'est le cas de l'agriculture biologique (AB) depuis quelques années. La production est devenue supérieure à la demande des consommateurs entrainant une diminution des prix payés aux producteurs. Le soutien à l'agriculture biologique a permis son développement mais le montant des aides a baissé provoquant des déséquilibres dans la chaîne d'approvisionnement,. Le